# Leo Perutz

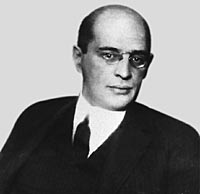
Leo Perutz (vor 1925)

Leo Perutz (eigentlich Leopold Perutz; * 2. November 1882 in Prag, Österreich-Ungarn; † 25. August 1957 in Bad Ischl, Oberösterreich) war ein deutschsprachiger Schriftsteller. Im bürgerlichen Beruf war er Versicherungsmathematiker.

## Leben

### Familie
Leopold Perutz stammte aus einer jüdisch-sephardischen Familie, die ursprünglich in Spanien gelebt hatte und seit spätestens 1730 im böhmischen Rakonitz ansässig war. Der Vater Benedikt Perutz war ein erfolgreicher Textilunternehmer, dessen Ehefrau war Emilie (geb. Österreicher). Die Eltern zogen noch vor seiner Geburt nach Prag. Es gab die drei jüngeren Geschwister Paul (1885–1956), Charlotte (1888–1980) und Hans (1892–1969). Die beiden Brüder übernahmen später das Textilunternehmen des Vaters in Wien. Die Umgangssprache in der Familie war Deutsch. Die Familie war wenig religiös.

### Schul- und Armeezeit
Leopold Perutz war kein guter Schüler. Von 1888 bis 1893 besuchte er die angesehene Piaristenvolksschule in der Prager Neustadt, in die ebenfalls auch die gleichaltrigen Kafka-Freunde Felix Weltsch und Max Brod gingen. Danach war er am k.k. Deutschen Staatsgymnasium am Graben, von dem er 1899 (wahrscheinlich wegen schlechten Betragens) verwiesen wurde. Von 1899 bis 1901 besuchte er das k.k. Gymnasium in Krumau, aber auch hier waren seine Leistungen so schlecht, dass er zur Matura nicht zugelassen wurde.
1901 zog die Familie nach Wien, wo der Vater sein Textilunternehmen weiterführte. Leo besuchte das k.k. Erzherzog-Rainer-Gymnasium, das er jedoch 1902 ohne Abschluss verließ. Im Anschluss arbeitete er vermutlich einige Zeit lang in der Firma seines Vaters.
Ab 1. Oktober 1903 leistete er seinen Wehrdienst als Einjährig-Freiwilliger beim k.k. Landwehrregiment Nr. 8 Prag. Am Ende der Dienstzeit wurden die Einjährig-Freiwilligen zu Reserve-Offizieren, vorausgesetzt, sie bestanden die Abschlussprüfung. Dies scheint bei Perutz nicht der Fall gewesen zu sein, denn er verpflichtete sich für ein zweites Jahr. Aus gesundheitlichen Gründen schied er im Dezember 1904 im Rang eines Korporals aus der Armee aus.

### Studium und literarische Anfänge
Im folgenden Jahr arbeitete Perutz wahrscheinlich wieder als Angestellter in der Firma seines Vaters. Für das Wintersemester 1905/1906 schrieb er sich an der Universität Wien an der Philosophischen Fakultät ein, allerdings als „außerordentlicher Hörer,“ da er nicht über die Hochschulreife verfügte. Er belegte Veranstaltungen in Mathematik und Volkswirtschaftslehre. Zum Wintersemester 1906/1907 wechselte er an die Technische Hochschule Wien und beschäftigte sich mit Wahrscheinlichkeitsrechnung, Statistik, Versicherungsmathematik und Volkswirtschaft. Obwohl es formal eigentlich nicht möglich war, scheint Perutz dort einen Abschluss in Versicherungsmathematik erreicht zu haben, jedenfalls fanden sich in seinem Nachlass Dokumente, die hierauf hindeuten.
In Wien entwickelten sich Kontakte zu angehenden Schriftstellern, die wie Perutz im Verein „Freilicht“ erste literarische Versuche vortrugen. Zu seinen Bekannten aus dieser Zeit gehörten Richard A. Bermann (der später unter dem Pseudonym Arnold Höllriegel bekannt wurde), Berthold Viertel und Ernst Weiß. Ein einflussreiches literarisches Vorbild war Karl Kraus, dessen Fackel-Hefte Perutz regelmäßig las. Eine erste Prosaskizze erschien im Februar 1906 in der Zeitschrift Der Weg, eine Novelle im März 1907 in der Sonntags-Zeit. 1919/20 schrieb Perutz für die linke Wiener Tageszeitung Der Neue Tag.

### Versicherungsmathematik und Café

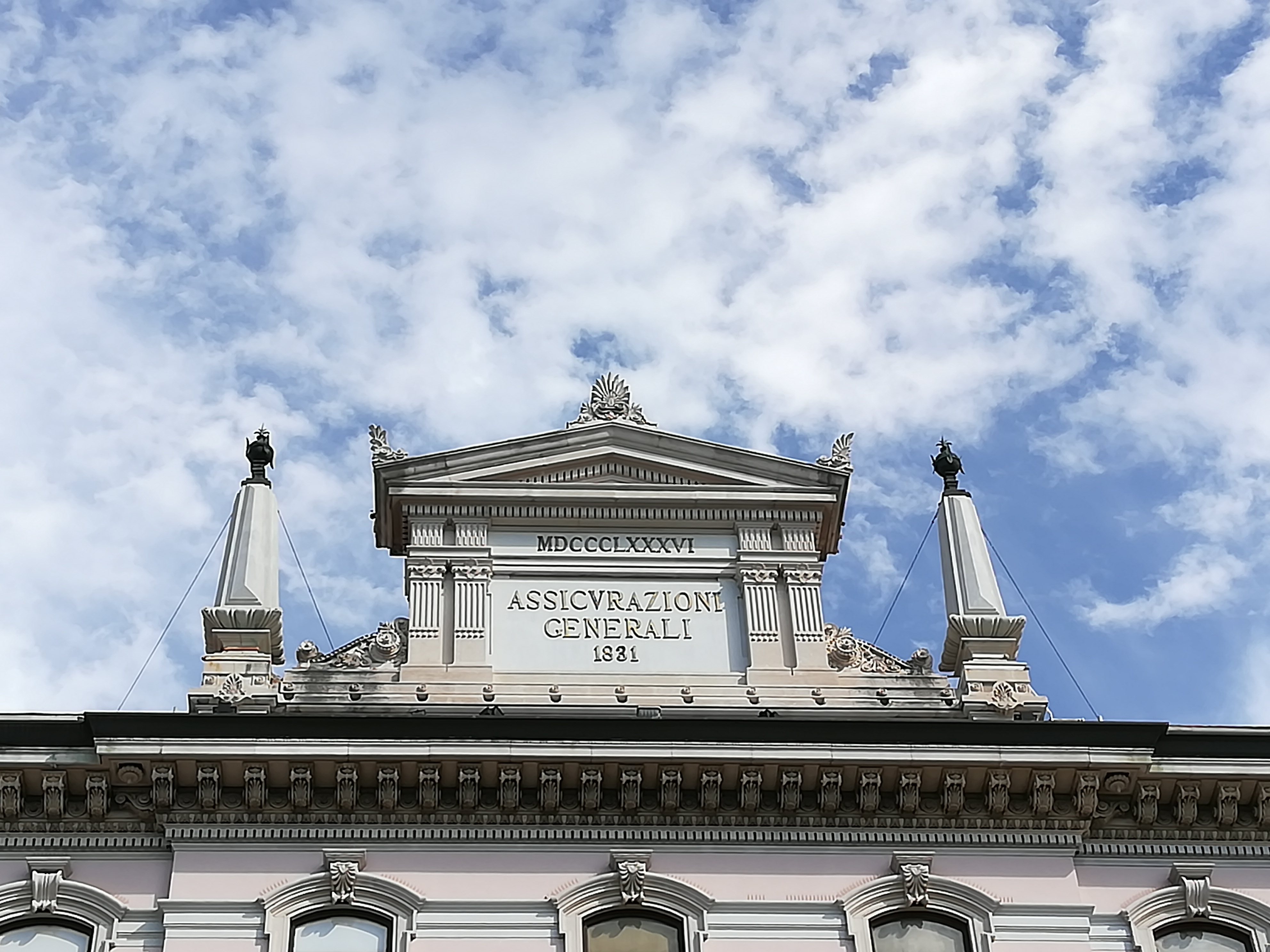
Assicurazioni Generali – Trieste

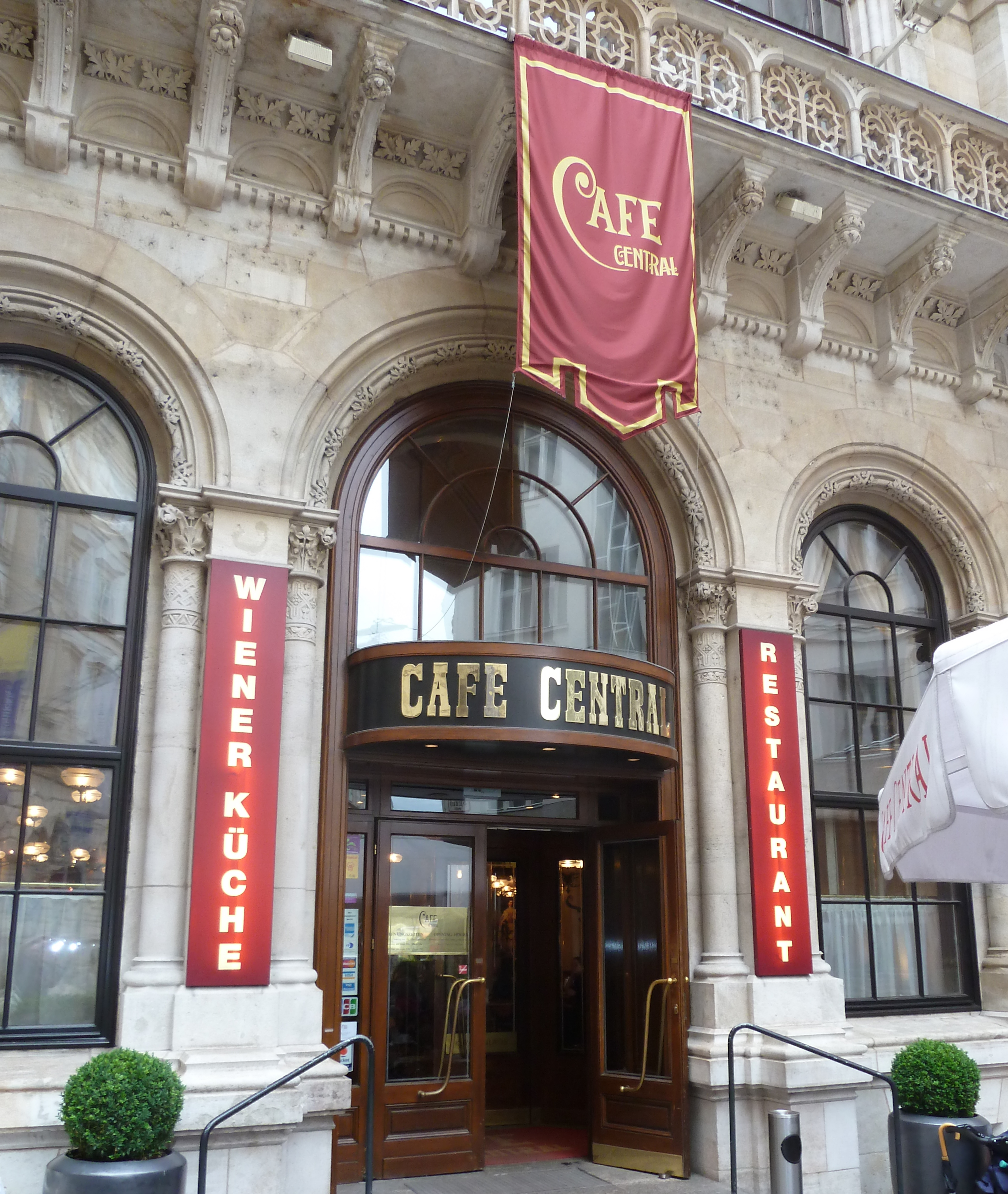
Café Central

Im Oktober 1907 fand Perutz eine Anstellung als Versicherungsmathematiker bei den Assicurazioni Generali (für diese Gesellschaft war auch Franz Kafka tätig) in Triest. Neben der Arbeit veröffentlichte er weiterhin Rezensionen und Erzählungen. Im Oktober 1908 ging er zurück nach Wien, wo er bis 1923 für die Versicherungsgesellschaft Anker tätig war. Als Versicherungsmathematiker berechnete er u. a. Mortalitätstabellen und darauf basierende Versicherungssätze. Zu diesem Thema veröffentlichte er auch in Fachzeitschriften. Die nach ihm benannte Perutzsche Ausgleichsformel wurde noch längere Zeit in der Branche verwendet. Sein Leben lang sollte sich Perutz für mathematische Probleme interessieren, was sich auch in der Konstruktion einiger seiner literarischen Werke niederschlug.
Über Aspekte der Mathematik, aber auch bedingt durch ästhetische und persönliche Differenzen, ergaben sich Spannungen zwischen Perutz und Robert Musil. Ein Anlass war eine Anekdote, die am 4. April 1926 in der Wiener Tageszeitung DER TAG erschien und als deren Urheber Musil Perutz selbst vermutete:

„Mathematik. Es war zur Zeit des Einstein-Rummels, der großen Popularisierung der Relativitätstheorie, als Robert Musil einmal zu Leo Perutz kam und ihn fragte:
‚Sie sind doch Mathematiker, Herr Perutz, nicht wahr?‘
‚Ich war es einmal‘, erwiderte Perutz, der in der höheren Mathematik durch die ‚Perutzsche Ausgleichsformel‘ bekannt ist.
‚Möchten Sie mir nicht‘, fragte Musil, ‚für mein Prager Blatt, ein Feuilleton über Einstein schreiben?‘
‚Schauen Sie‘, sagte Perutz, ‚gerade von der Relativitätstheorie verstehe ich so wenig.‘
‚Mein Gott‘, beschwichtigte Musil, ‚es muss ja nicht Relativitätstheorie sein, die Leute interessieren sich gegenwärtig für Mathematik und Ethik. So über Grenzgebiete …‘
‚Gemacht‘, sagte Perutz, ‚morgen bekommen Sie ein Feuilleton über die sittliche Basis gleichschenkliger Dreiecke.‘“

Musil reagierte auf diese Veröffentlichung, als deren Autor er Perutz selbst vermutete, u. a. so:

„Ich will gerne den Glauben bestehen lassen, daß ich als Schriftsteller das Gegenteil des großen Leo Perutz bin.
Aber von Mathematik verstehe ich zufällig ein wenig; ich kann mich zwar nicht einer Perutzschen Ausgleichsformel rühmen, doch ist immerhin ein physikalischer Apparat von mir in wissenschaftlichem Gebrauch, der einiges technisches Rechnen erfordert hat. Auch gelte ich hauptsächlich deshalb für einen schlechteren Unterhaltungsschriftsteller als Herr Perutz, weil ich immer wieder an ethischen Fragen hängen bleibe, über die ich nicht so schnell hinwegkomme, wie er.“

In Wien besuchte Perutz die literarischen Cafés, anfangs das Café Museum, dann das Café Central. Zu seinem Bekanntenkreis gehörten unter anderem Peter Altenberg, Hermann Bahr, Oskar Kokoschka und Alfred Polgar. In der Zeit vor dem Ersten Weltkrieg nahm Perutz intensiv am literarischen und musikalischen Leben Wiens teil, trieb daneben auch viel Sport wie Skifahren und Schlittschuhlauf und machte mehrere Reisen, so nach Frankreich, Italien, Spanien, Nordafrika, in die Türkei, den Libanon, nach Palästina und Ägypten. Diesen für einen Angestellten vergleichsweise aufwändigen Lebensstil konnte er sich leisten, da er neben seinem Gehalt auch aus der väterlichen Firma Einnahmen bezog.

### Erste Erfolge und Krieg
1915 erschien Perutz’ erster Roman, Die dritte Kugel, 1916 ein zweiter Roman, Das Mangobaumwunder, den er zusammen mit Paul Frank geschrieben hatte. Beide Bücher waren recht erfolgreich, und Die dritte Kugel wurde unter anderem von Kurt Tucholsky positiv besprochen. Die Filmrechte am Mangobaumwunder konnten 1917 verkauft werden, die Verfilmung unter der Regie von Rudolf Biebrach wurde 1921 unter dem Titel Das Abenteuer des Dr. Kircheisen uraufgeführt.
Perutz wurde 1914 von der Kriegsbegeisterung, die auch viele Schriftsteller erfasste, nicht mitgerissen. Anfangs wurde er wegen seiner Kurzsichtigkeit nicht eingezogen. Im August 1915 musste jedoch auch er den Kriegsdienst antreten. Eine viermonatige Ausbildung absolvierte er in der Nähe von Budapest, von wo aus er Ende März 1916 an die russische Front geschickt wurde. Am 4. Juli erlitt er in Galizien nahe Chochoniw (einem Dorf bei Rohatyn) einen Lungenschuss, der einen langen Aufenthalt im Lazarett zur Folge hatte. Daran anschließend wurde er zum Leutnant befördert und ab August 1917 im k.u.k. Kriegspressequartier eingesetzt, wo er die Bekanntschaft von Egon Erwin Kisch machte. Im März 1918 heiratete Perutz die 13 Jahre jüngere Ida Weil, die er bereits 1913 kennengelernt hatte und mit der er seit 1917 verlobt war.

### Erfolg
In Wien verfolgte Perutz die revolutionären Ereignisse von 1918/1919 mit Interesse und besuchte politische Versammlungen, wobei er für die Sozialdemokraten Partei nahm. In dieser Zeit veröffentlichte er mehrere Artikel, in denen er die österreichische Militärjustiz scharf angriff. Zeitweise gehörte er dem Arbeiterrat in der Anker-Versicherung an.
Die Zeit zwischen 1918 und 1928 war Perutz’ literarisch produktivste Periode. Er schrieb sechs bei Kritik und Publikum meist sehr erfolgreiche Romane; von mehreren konnte er auch die Filmrechte verkaufen. Der 1918 publizierte Roman Zwischen neun und neun markierte dabei seinen Durchbruch als Literat, die Rechte verkaufte er 1922 für eine erhebliche Summe an das amerikanische Filmstudio Metro-Goldwyn-Mayer. 1923 gelang Perutz mit dem Roman Der Meister des Jüngsten Tages ein weiterer großer Erfolg bei Publikum und Kritik; das Werk sollte in den folgenden Jahren in viele Sprachen übersetzt und später zu einer nicht unwichtigen Geldquelle für die Exiljahre werden. 1928 erschien sein Roman Wohin rollst Du, Äpfelchen in Fortsetzungen in der Berliner Illustrirten Zeitung und machte Perutz endgültig einem Millionenpublikum bekannt. Daneben veröffentlichte er Erzählungen sowie Novellen und schrieb Drehbücher. Gelegentlich arbeitete er zudem als Bearbeiter einiger Werke Victor Hugos. 
Perutz’ Bekanntenkreis erweiterte sich durch diese Erfolge erheblich. Zu den Schriftstellern, mit denen er verkehrte oder Briefkontakt hatte, gehörten in dieser Zeit Bertolt Brecht, Bruno Brehm, Egon Dietrichstein, Theodor Kramer, Anton Kuh, Robert Musil, Friedrich Reck-Malleczewen, Alexander Roda Roda, Walther Rode, Josef Weinheber und Franz Werfel. Sein Stammcafé war das Café Herrenhof. Im hinteren Raum hatte er dort einen eigenen Tisch, an dem er Karten spielte und wo er im Übrigen für seine oft bösartigen, manchmal auch gewalttätigen Auftritte bekannt war. So kam es dort auch zum Eklat gegenüber dem ebenso zu bösartigen Auftritten neigenden Otto Soyka (vgl. dazu Friedrich Torbergs Tante Jolesch).

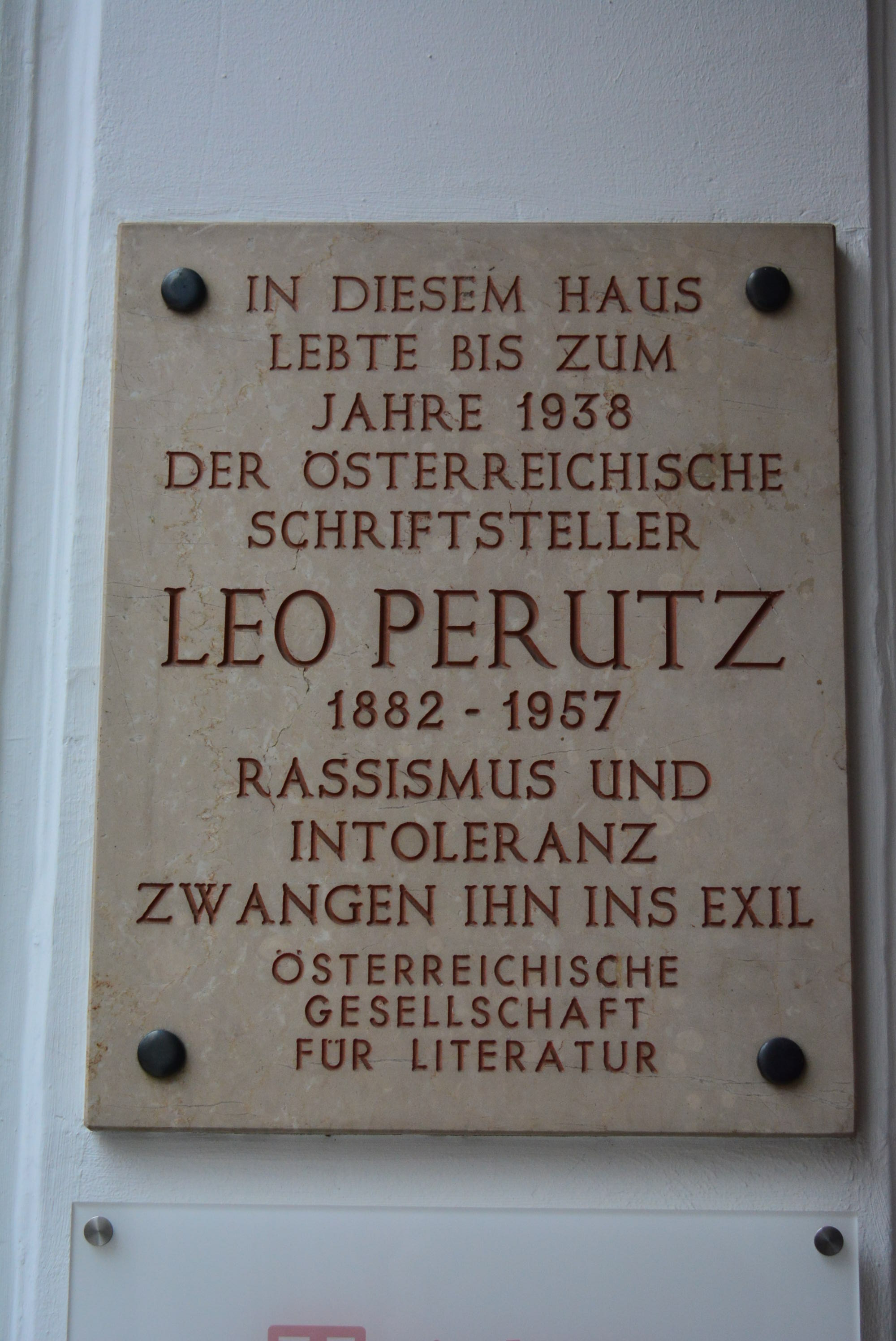
Wien, Porzellangasse 37

Perutz’ Ehe war glücklich. Ida und Leo Perutz wohnten ab 1922 in einer Vierzimmerwohnung im Wiener Bezirk Alsergrund, in der Porzellangasse 37, nahe dem Liechtensteinpark. 1920 wurde die Tochter Michaela geboren, 1922 eine zweite Tochter, Leonore. Kurz nach der Geburt des Sohnes Felix starb 1928 Perutz’ Frau Ida, was ihn in eine tiefe Krise stürzte.

### Krise und Rückzug
Nach dem Tod seiner Frau zog sich Perutz für längere Zeit aus dem öffentlichen Leben zurück. Er besuchte Okkultisten, mit deren Hilfe er versuchte, mit seiner toten Frau Kontakt aufzunehmen – wobei er solchen Methoden gleichzeitig weiterhin skeptisch gegenüberstand. Die Wirtschaftskrise ab Ende der 1920er Jahre schmälerte auch Perutz’ Einkünfte, da zum einen die Einnahmen aus Buchverkäufen zurückgingen und zum anderen auch die von seinen Brüdern geführte Firma nicht mehr die früheren Profite abwarf. Politisch wandte sich Perutz in den 1930er Jahren dem Legitimismus zu.
Literarisch versuchte er in dieser Zeit durch die Zusammenarbeit mit Autoren wie Alexander Lernet-Holenia Geld zu verdienen. Dazu kamen Theaterstücke, die er mit mehr oder weniger Erfolg meist gemeinsam mit Co-Autoren schrieb. 1933 erschien in Deutschland noch Perutz’ Roman St. Petri-Schnee, der jedoch nach der Machtübernahme der Nationalsozialisten dort kaum noch vertrieben werden konnte. Zwar stand Perutz selbst nicht auf der „Liste der verbotenen Autoren“, sein Verlag Zsolnay jedoch galt als jüdisch und konnte seine Bücher nicht mehr nach Deutschland ausliefern. Für Perutz verschwand somit sein wichtigster Markt.

### Exil und Stillstand
1934 lernte Perutz Grete Humburger kennen, die er 1935 heiratete. Nach dem „Anschluss“ Österreichs an das nationalsozialistische Deutsche Reich floh Perutz 1938 mit seiner Familie erst nach Venedig, ging von dort nach Haifa und ließ sich schließlich in Tel Aviv nieder. Perutz hätte das Exil in einem europäischen Land oder auch in den USA vorgezogen. Jedoch waren die Bedingungen für eine Einwanderung dorthin nur schwer zu erfüllen, wozu noch kam, dass sein Bruder Hans, ein überzeugter Zionist, von dem er wirtschaftlich stark abhing, seine Firma bereits nach Tel Aviv verlagert hatte und darauf drängte, dass Perutz ihm dorthin folge.
In Palästina tat sich Perutz zunächst sehr schwer. Nicht nur vermisste er das kulturelle Leben, er hatte auch für den Zionismus wenig Sympathien. Dennoch lebte er sich nach kurzer Zeit gut ein, wozu sicher auch beitrug, dass er kaum wirtschaftliche Sorgen zu leiden hatte. Das moderne, chaotische und heiße Tel Aviv sagte ihm wenig zu, so dass die Familie in der Folge vor allem die Sommermonate im kühleren Jerusalem verbrachte, dessen Altstadt mit ihren engen Gassen Perutz sehr schätzte.
An Veröffentlichungen war in Palästina für Perutz nicht zu denken. Mit Exil-Zeitschriften und den Verbänden der Exilanten hatte er keinen Kontakt. Auch mit den wenigen deutschsprachigen Autoren, die nach Palästina ausgewandert waren – beispielsweise Max Brod, Felix Weltsch und Arnold Zweig – blieben die Berührungspunkte gering. Ab 1941 erschienen in Argentinien durch Vermittlung und Übersetzung der Emigrantin Annie Reney und unterstützt durch Jorge Luis Borges einige Romane von Perutz auf Spanisch. Er schrieb in dieser Zeit nur wenig, obwohl er für einige ältere Projekte weiterhin Recherchen betrieb.

### Zwischen zwei Staaten
Perutz hatte 1940 die Staatsbürgerschaft Palästinas angenommen. Bald nach 1945 dachte er an die Rückkehr nach Europa, was in den Wirren der Nachkriegszeit jedoch nicht möglich war. Dazu kam, dass sich Perutz in fortgeschrittenem Alter nicht sicher war, ob er diesen abermaligen Ortswechsel würde bewältigen können. Nach der Gründung des Staates Israel fühlte er sich dort zunehmend unwohl. Er lehnte jeden Nationalismus ab, und die Vertreibung der Araber durch die Juden war ihm nicht nur zuwider, sondern sie zerstörte für ihn auch die geschätzte orientalische Atmosphäre des Landes. Hinzu kamen die Postzensur und Schwierigkeiten mit Ausreisegenehmigungen. 1950 gelang es Perutz und seiner Frau dennoch erstmals, nach Österreich und auch nach England zu reisen. 1952 nahm Perutz wieder die österreichische Staatsbürgerschaft an. In den folgenden Jahren verbrachte er die Sommermonate stets in Wien und im Salzkammergut. Ab 1950 sammelte sich ein „kümmerlicher Rest einstiger Herrenhofianer“ wieder in ihrem Stammkaffeehaus. Neben Perutz gehörten auch Alexander Lernet-Holenia, Friedrich Torberg, Heimito von Doderer und Milan Dubrovic diesem Kreis an: „Um ein Dezennium älter, in den Anschauungen um ein Säkulum konservativer geworden, vertrat Perutz seine philosophischen und geschichtlichen Thesen nicht mehr mit der gewohnten, häufig arrogant wirkenden Unbeirrbarkeit und Insistenz von einst [...] Bei heiklen Gesprächen über Politik und sonstige bedrohliche Entwicklungen zog er vor, sich genüsslich in den Schlupfwinkeln anekdotischer Weisheit zu verbergen.“
Der literarische Neuanfang gestaltete sich schwierig. Zwar hatte Perutz wieder damit angefangen zu schreiben, konnte jedoch anfangs keinen Verleger finden. Besonders problematisch war, dass infolge des nach wie vor vorhandenen Antisemitismus Verleger entweder allzu „jüdische“ Passagen aus seinen Werken kürzten oder, aus Rücksicht auf den Markt, diese nicht veröffentlichen wollten. So weigerte sich sein bisheriger Stammverleger Paul Zsolnay, den neuen Roman Nachts unter der steinernen Brücke zu publizieren, worüber sich Perutz in einem Brief sehr emotional äußerte:

„Zsolnay schont die Empfindlichkeiten jenes Wiener Gesindels, das nicht gerne daran erinnert werden will, daß es Juden gibt, gegen die es sich schlecht benommen hat. Ich will aber nicht warten bis – wie Zsolnay schreibt – die deutsche Seele sich Werken jüdischen Geistesgutes wieder eröffnet, und so habe ich das Buch meinem Freund Jakob Hegner geschickt, der mir einen weniger beschissenen Verlag dafür anraten soll.“

Als 1953 Perutz’ Roman schließlich in Frankfurt am Main erschien, gab es zwar viele positive Rezensionen, jedoch ging der Verlag kurz darauf in Konkurs und das Buch konnte nicht vertrieben werden. Ein zweiter neuer Roman, Der Judas des Leonardo, erschien erst kurz nach seinem Tod.

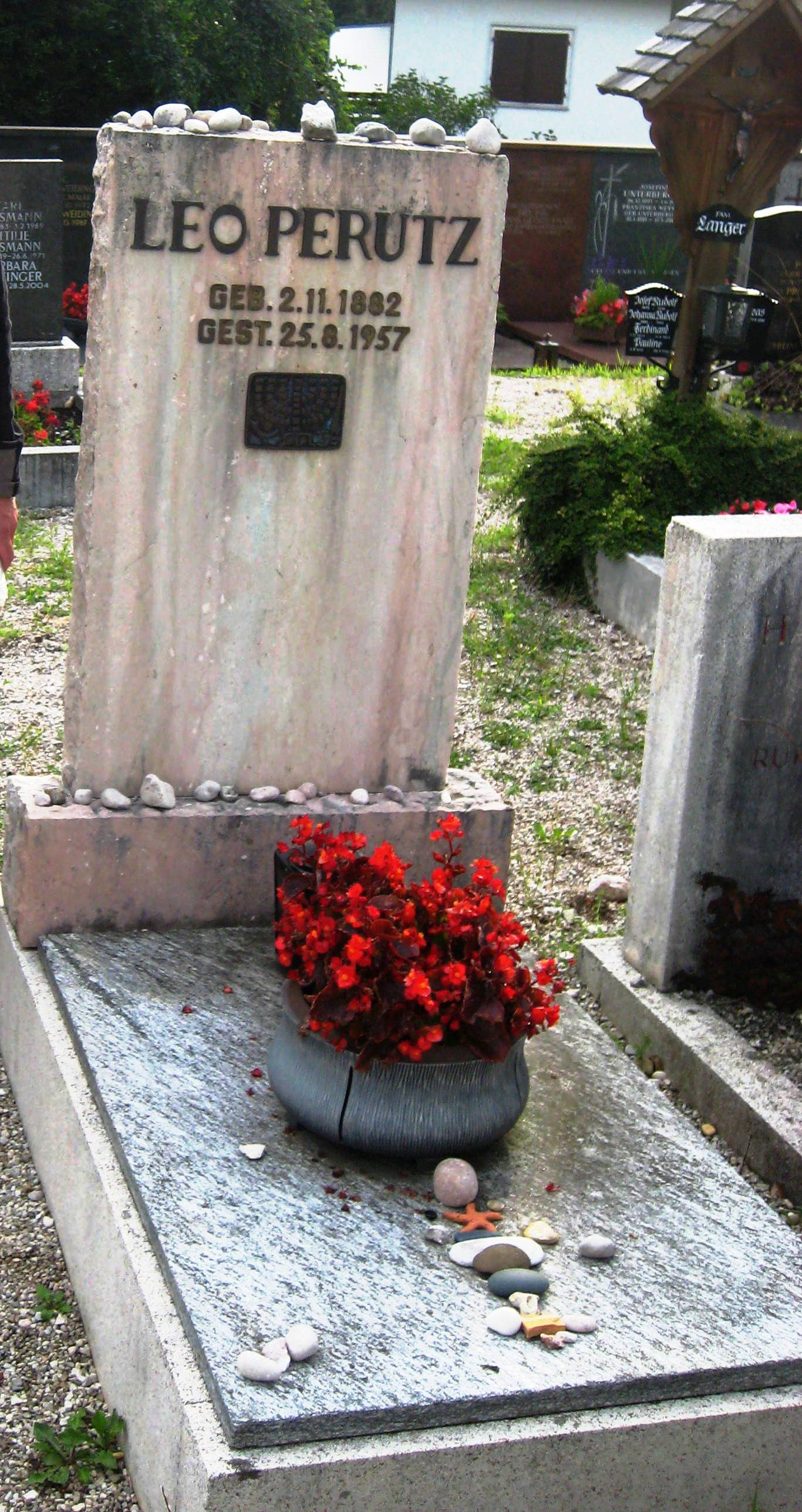
Grab von Leo Perutz, Bad Ischl

1957 brach Perutz während eines Besuches im Haus seines Freundes Lernet-Holenia in Bad Ischl zusammen und starb im August 1957 im Alter von 74 Jahren kurz darauf im dortigen Krankenhaus. Er wurde auf dem Friedhof von Bad Ischl beigesetzt. Die Gedenkreden bei seiner Beerdigung hielten Alexander Lernet-Holenia und Bruno Brehm.

## Zum Werk
Jorge Luis Borges schätzte Perutz und unterstützte die Herausgabe spanischer Übersetzungen in Argentinien. In Frankreich wurde sein Roman Der Marques de Bolibar 1962 mit dem Prix Nocturne ausgezeichnet.
Perutz’ Romane folgen oft dem Schicksal von Einzelnen (z. B. Der schwedische Reiter oder Der Judas des Leonardo). Häufig enthalten sie ein Element des Phantastischen (z. B. Nachts unter der steinernen Brücke) und sind meist in der Vergangenheit angesiedelt oder verweisen auf die Vergangenheit (z. B. St. Petri Schnee). Die Handlung ist spannend erzählt und wird durch zahlreiche Anspielungen, Ironie und verwirrende, sich widersprechende Interpretationen der Ereignisse spielerisch vorangetrieben. Ein zentrales Motiv ist die Frage „Was ist real?“, wobei sich konkurrierende Versionen, häufig die eines Ich-Erzählers und die der Umwelt, gegenüberstehen, ohne dass sich entscheiden ließe, welche Version den „tatsächlichen“ Ereignissen entspricht. Friedrich Torberg war der Auffassung, „daß er zu den Meistern des phantastischen Romans gehört“.
Seit Ende der 1980er Jahre wurde Perutz’ Werk vom lesenden Publikum wiederentdeckt und erscheint in zahlreichen Neuauflagen. Unter den neueren Autoren zählt besonders Daniel Kehlmann zu seinen Bewunderern: „Perutz ist der große magische Realist der deutschen Literatur. Er ist jemand, der im Grunde das macht, was Gabriel García Márquez und Jorge Luis Borges auch für sich entdeckt haben: nämlich, das Wunderbare, das Unbegreifliche und Magische mit – wie Marquez es nennt – unbewegtem Gesicht zu erzählen.“

## Werke von Perutz

### Romane und Novellen
- Die dritte Kugel (Erstausgabe bei Albert Langen in München, 1915). DTV, München 2007, ISBN 978-3-423-13579-5.
- Das Mangobaumwunder. Eine unglaubwürdige Geschichte (Erstausgabe bei Albert Langen in München, 1916) (zusammen mit Paul Frank). Neuauflage bei Knaur, München 1998, ISBN 3-426-60100-1.
- Zwischen neun und neun (1918). Erstausgabe bei Albert Langen, München, 1918, mit farbiger Einbandzeichnung von Thomas Theodor Heine. Neuauflage bei Matthes & Seitz Berlin, Berlin 2009, ISBN 978-3-88221-654-7 (Vorschau der Ausgabe bei Paul Zsolnay Verlag, 2017 in der Google-Buchsuche).
- Das Gasthaus zur Kartätsche. Eine Geschichte aus dem alten Österreich (1920)
- Der Marques de Bolibar (1920). Zsolnay, Wien 2004, ISBN 3-552-05305-0.
- Die Geburt des Antichrist (1921, mit Die Geburt des Antichrist verfilmt)
- Der Meister des Jüngsten Tages (1923)
- Turlupin (1924). Zsolnay, Wien 1995, ISBN 3-552-04703-4.
- Der Kosak und die Nachtigall (1927) (zusammen mit Paul Frank).
- Wohin rollst Du, Äpfelchen (1928). Hrsg. von Hans-Harald Müller. Paul Zsolnay Verlag, Wien 2021, ISBN 978-3-552-05534-6 (Vorschau in der Google-Buchsuche).
- Herr, erbarme Dich meiner (1930) (Novellen)
- St. Petri-Schnee (1933). Zsolnay, Wien 2007, ISBN 978-3-552-05420-2.
- Der schwedische Reiter (1936).
- Nachts unter der steinernen Brücke. Ein Roman aus dem alten Prag. Frankfurter Verlagsanstalt, Frankfurt am Main 1953.
- Der Judas des Leonardo (postum, 1959). DTV, München 2005, ISBN 3-423-13304-X.
- Mainacht in Wien (1996) (Fragmente aus dem Nachlass). DTV, München 2007, ISBN 978-3-423-13544-3.

### Theaterstücke
- Die Reise nach Preßburg (Schauspiel, zusammen mit Hans Adler, 1930 Uraufführung in Josephstadt, Regie Emil Geyer).
- Morgen ist Feiertag (Komödie, zusammen mit Hans Adler und Paul Frank, 1935 Uraufführung im Deutschen Volkstheater).
- Warum glaubst Du mir nicht? (1936) (Komödie, zusammen mit Paul Frank).

### Pamphlete
- Die Feldgerichte und das Volksgericht (anonyme Schrift gegen die Militärjustiz im Ersten Weltkrieg, 1919).

### Bearbeitungen
- Victor Hugo: Quatrevingt-treize (1925, Das Jahr der Guillotine, zusammen mit Oswald Levett).
- Victor Hugo: Bug-Jargal (1929, Flammen auf San Domingo, zusammen mit Josef Kalmer).

## Werke nach Perutz

### Verfilmungen
- Das Abenteuer des Dr. Kircheisen (1921)
- Der Marquis von Bolivar (1922)
- Die Geburt des Antichrist (1922)
- Bolibar (1929)
- Der Kosak und die Nachtigall (1935)
- Historia de una noche (1941)
- Ceniza al viento (1942)
- Historia de una noche (1963)
- Der Meister des jüngsten Tages (1990)
- Tyro (1990)
- St. Petri Schnee (1991)

### Hörspiel
- Der Meister des jüngsten Tages (BR/ORF 1988)

### Bühnenfassungen
- Der Judas des Leonardo (1999, dramatisiert von Marius Pasetti und Christoph Prückner – UA: Theater Brett, Wien)[18]
- Nachts unter der steinernen Brücke (2009, dramatisiert von Kristine Tornquist und vertont von den Komponisten Paul Koutnik, Oskar Aichinger, Francois-Pierre Descamps, Wolfram Wagner, Lukas Haselböck, Gernot Schedlberger und Christof Dienz als Reihe von 9 Kammeropern – UA: durch die Operngruppe Sirene Operntheater, (Ankerbrotfabrik Wien))[19]
- Zwischen neun und neun (2010, dramatisiert von Viktorie Knotková und Anna Maria Krassnigg – UA: Salon5, Wien)[20]

### Dokumentarfilme
- Peter Stephan Jungk: Leo Perutz – Der Meister der Nacht. ORF/ZDF-Koproduktion 1989